# Lynden Pindling
Sir Lynden Oscar Pindling (22 de março de 1930 - 26 de agosto de 2000) foi um político e primeiro-ministro das Bahamas de 1967 a 1992. Ele foi considerado o primeiro líder negro das Bahamas e pai da independência de seu país, conquistada em 1973.